# Péiter Onrou

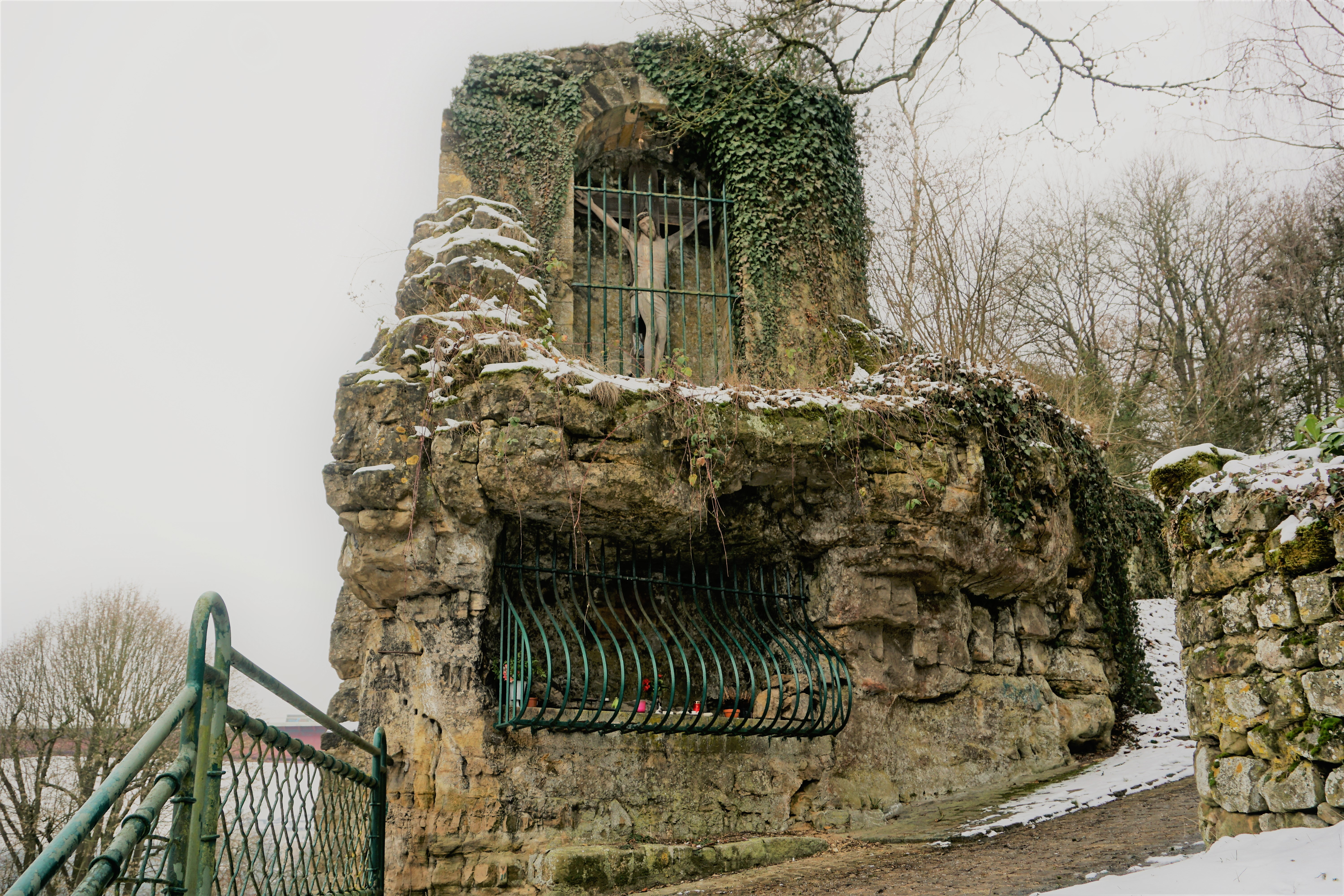
Die Grotte von Péiter Onrou, darüber der „Grousse Härgott“

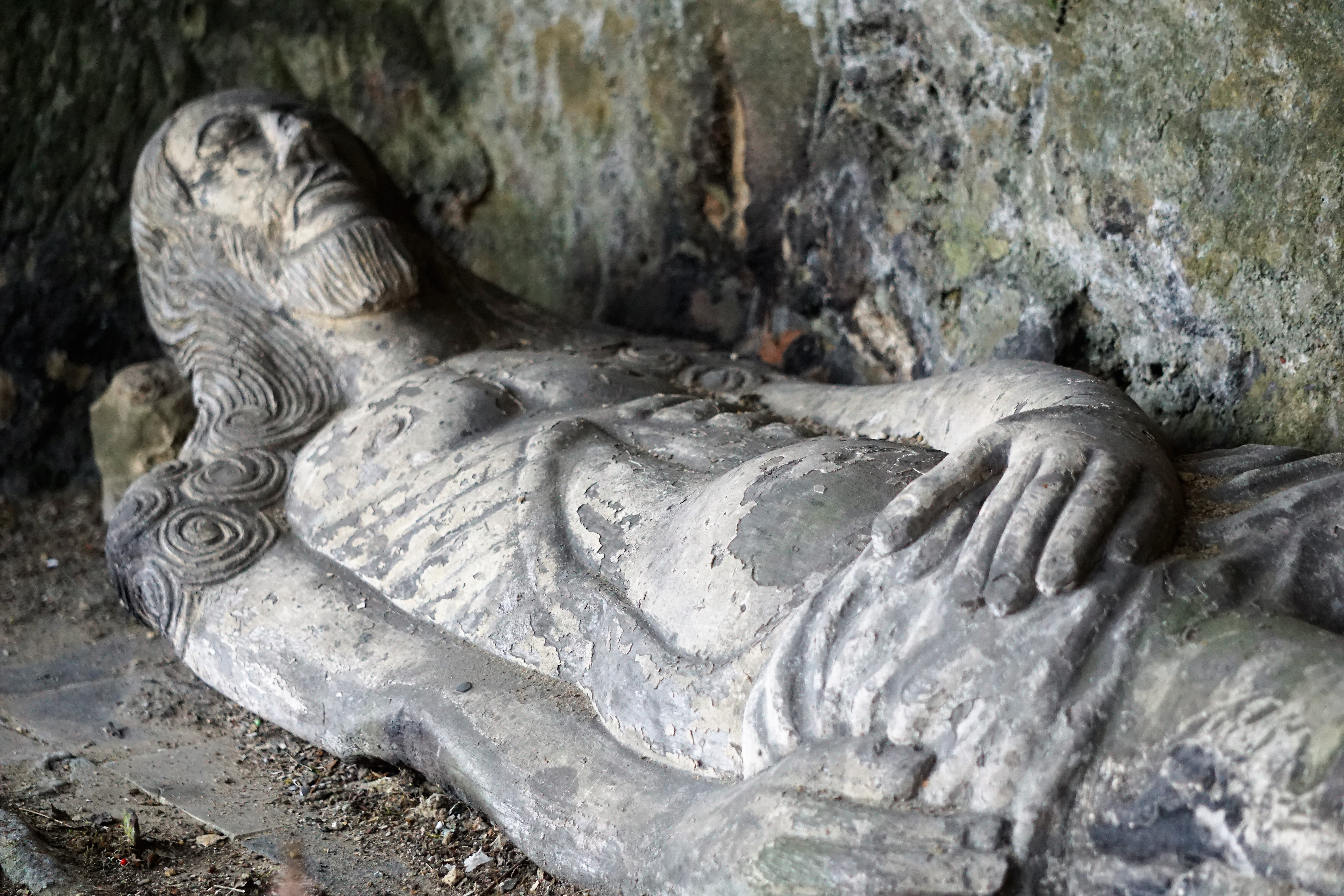
Péiter Onrou in seiner Grotte

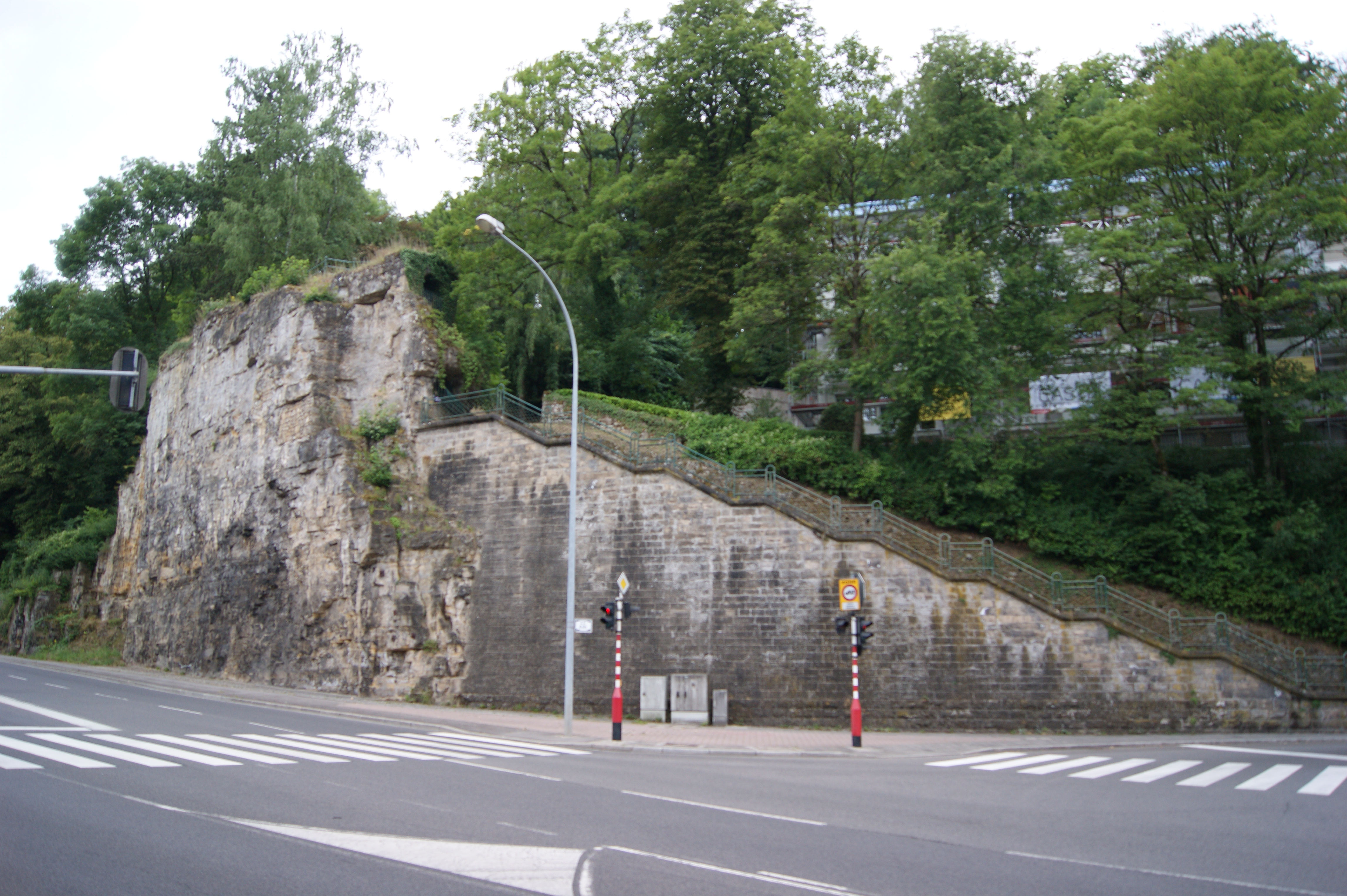
Blick von der Rue Côte d Eich zum Crispinusfiels mit der Grotte von Péiter Onrou

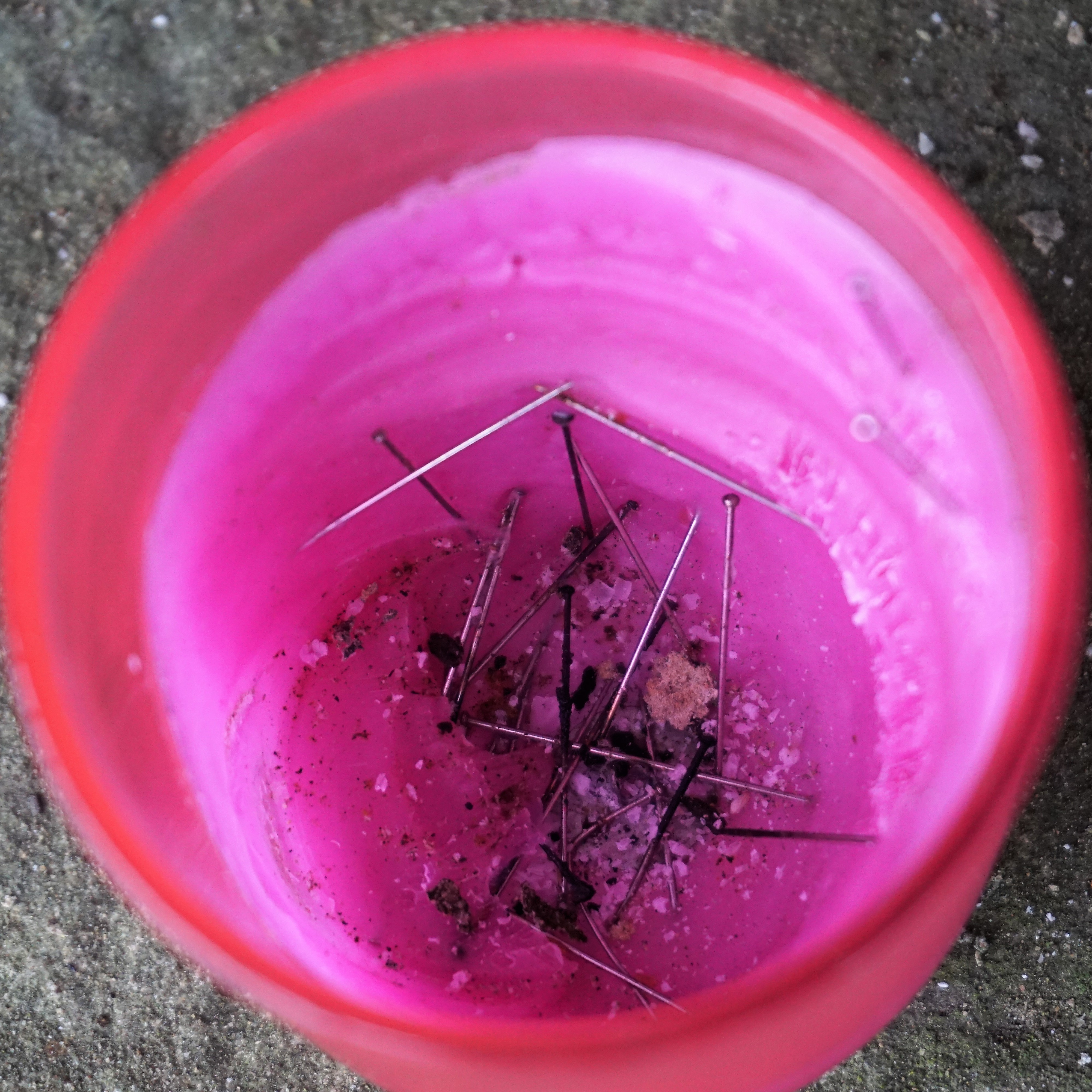
Nadeln, die beim Abbrennen der Kerzen übrig geblieben sind zeigen an, dass der Aberglauben heute noch ausgeübt wird

Péiter Onrou (deutsch Peter Unruh) ist eine lebensgroße Statue beim Crispinusfiels am Eicherberg (lux.: Eecherbierg) in der Stadt Luxemburg. Von der Kreuzung der Rue Côte d Eich / Rue des Glacis führt eine Treppe zur Grotte und dann weiter zum Boulevard Paul Eyschen.
Es wird heute angenommen, dass die Grotte die letzte Kreuzwegstation eines Kreuzweges war, der bis ins 17. Jahrhundert bestand. Der Kreuzweg soll vom Siechenhof (auch: Sichegronn, Seechengrund oder Val des Bons-Malades) hierher geführt haben. Der Kreuzweg ist in einem Plan aus dem 17. Jahrhundert eingezeichnet, der in der österreichischen Nationalbibliothek verwahrt wird.
Der Standort der Grotte von Péiter Onrou wurde am 9. November 2017 in die Liste der nationalen Monumente der Gemeinde Luxemburg eingetragen.

## Namensherkunft
Péiter (dt.: Peter) bezieht sich nach einer Theorie auf Petrus von Mailand (auch: Petrus von Verona). Nach einer anderen Theorie bezieht sich der Name Peter auf Peter Marlé (auch: Petit Marly), der auf dem Katasterplan von 1811 der Eigentümer des Landes neben dem groussen Härgott war.
Onrou (dt.: Unruhe) soll sich auf das Verhalten der Männer beziehen, die ihren Frauen bzw. Verlobten untreu waren bzw. sind.
Crispinusfiels bzw. Krispinesfiels (auch: Krispinusfiels) bedeutet Felsen des (heiligen) Crispinus. Crispinus und sein Bruder Crispinianus sind die Schutzpatrone der Schuhmacher, Sattler und Gerber. Der Überlieferung nach sollen beide Brüder im Rahmen von Diokletians Verfolgung der Christen im Machtbereich des Mitkaisers Maximian gefoltert worden sein, um sie von ihrem Glauben abzubringen. Unter anderem sollen ihnen im Auftrag des Präfekten Rictiovarus Ahlen unter die Fingernägel gesteckt worden sein.
Der Standort der Grotte wird auch Beim groussen Härgott genannt. Die Bezeichnung: Beim groussen Härgott bezieht sich auf das Kreuz oberhalb der Grotte.

## Statue
Die Statue selbst hat keine Heiligenattribute und es wird einerseits angenommen, dass diese Jesus Christus darstellen soll, nach anderen Quellen soll es sich um eine Darstellung des hl. Crispinus handeln.
Die ursprüngliche Statue, die vermutlich aus dem 17. Jahrhundert stammte, wurde gestohlen und im 19. Jahrhundert ersetzt. Diese Statue wurde Mitte des 20. Jahrhunderts von Albert Hames restauriert und in ein Museum gebracht. In der Höhle befindet sich nunmehr eine Kopie dieser Statue aus dem 19. Jahrhundert.
Im Zusammenhang mit der Statue rankt sich ein Aberglauben (siehe auch: Liebeszauber, Analogiezauber bzw. Schadenzauber), der bis heute hier gepflegt wird. Kerzen werden in der Nähe der Statue aufgestellt und mit einer oder mehreren Nadeln an- oder durchbohrt. Erreicht die Flamme der Kerze eine Nadel, soll dies dazu führen, dass eine untreue Person, der diese Kerze gewidmet wurde, durch magische Fernwirkung einen Stich verspürt und unruhig wird. Sinn und Zweck der Handlung soll es sein, dass die untreue Person zur Ehegattin bzw. Verlobten zurückkehrt.